# Эндотермические реакции
Эндотерми́ческие реа́кции (от др.-греч. ἔνδον — внутри и θέρμη — тепло) — химические процессы, сопровождающиеся поглощением теплоты. Для эндотермических реакций изменения энтальпии и внутренней энергии имеют положительные значения ({\displaystyle \Delta H>0}, {\displaystyle \Delta U>0}), таким образом, продукты реакции содержат больше энергии, чем исходные компоненты. Эндотермические реакции противоположны экзотермическим реакциям.

## Виды эндотермических реакций
- Окислительно-восстановительные реакции (металлов из оксидов)
- электролиз (поглощается электрическая энергия)
- Электролитическая диссоциация (например, растворение солей в воде)
- Ионизация
- Фотосинтез и др.